# اریش فرید
اریش فرید (به آلمانی: Erich Fried) (زاده ۶ مه ۱۹۲۱ در وین – درگذشته ۲۲ نوامبر ۱۹۸۸) شاعر اتریشی تبار، یهودی نسب ساکن لندن بود، که به خاطرِ اشعار سیاسی‌اش معروف است. او همچنین گوینده، مترجم و مقاله‌نویس بزرگی بود. اریش فرید یک مارکسیست منتقد استالینیسم و کشورهای سرمایه‌داری بود.
«او بارها به علت بیان اندیشه‌ها و موضع‌گیری‌های سیاسی‌اش در افکار عمومی، زیر فشار قرار گرفت. حتی در یک مورد، در سال ۱۹۷۴، رئیس پلیس برلن غربی وی را به اتهام اهانت به دستگاه پلیس به دادگاه کشاند، در این دادگاه هاینریش بل به یاری‌اش آمد و تبرئه گشت. حزب دموکرات مسیحی آلمان و وزارت آموزش و فرهنگ باواریا (بایرن) خواهان حذف آثار او از کتاب‌های درسی در مدارس آلمان بودند.»

## زندگانی
اریش فرید در سال ۱۹۲۱ در وین زاده شد اما دوران رشد و بلوغ خود را در آلمان پشت سرگذاشت. در سال ۱۹۳۸ و به دنبال سلطه‌یابی فاشیسم هیتلری به ناچار جلای وطن کرد و در انگلستان اقامت گزید. گرچه او تا پایان عمر در انگلستان باقی ماند، اما همواره به زبان مادری خود یعنی آلمانی سرود و نوشت. فرید در طول مدت فعالیت‌های هنری خود، بیش از ۴۰ کتاب به شعر و نثر منتشر کرد.
اریش‌فرید، بیش از نیمی از زندگی خود را در غربت سپری کرد. رویدادهای دوران کودکی و نوجوانی‌اش، از همان آغاز زندگی، سرشت و سرنوشت او را رقم زدند. او خود دربارهٔ حوادث ناخوشایند و دردآور سال‌های نوجوانی‌اش بسیار نوشته و شعرهایش نیز به‌گونه‌ای زندگی‌نامه اوست که با جستجو و کاوش در آن‌ها به مسیر زندگی و رویدادهای تاریخی مهمی می‌توان پی‌بُرد که برای او و هم‌نسلانش سرنوشت‌ساز بوده است.
محیط خانوادگی فرید به سبب ستیز و کشمکش‌های مدام میان پدر و مادرش، همواره ناآرام و از هم گسیخته بود. تنها مونس و همدم او در ایام کودکی مادر بزرگِ مادری‌اش «مالوینه اِشتاین» بود که فرید تا آخرین سال‌های حیات خود خاطراتی خوش و جالب از او به یادداشت و برخی را نیز در لابلای شعرها و نوشته‌هایش گنجانده‌است. دوران کودکی اریش فرید هم‌زمان بود با رکود اقتصادی و بحران سیاسی در اروپا که با آشوب و درگیری‌های خشونت‌آمیز و خونین میان نیروهای چپ و راستِ افراطی همراه بود. اریشِ شش ساله در خیابان‌های وین شاهد تظاهرات ماه ژوئیه سال ۱۹۲۷ میلادی و سرکوب تظاهرکنندگان و کشتار ده‌ها تن از کارگران معترض بود. در دبستان، با آغاز گرایش‌ها نژادپرستانه و ضدیهودی در آلمان و گسترش آن به اتریش، همسالانش او را تحقیر می‌کنند و آزار می‌دهند و اریش نیز مانند دیگر کودکان یهودی، منزوی می‌شود. بعد از پیروزی حزب «ناسیونال سوسیالیست کارگری آلمان» به رهبری آدولف هیتلر در انتخابات پارلمانی ۵ ماه مارس ۱۹۳۳ آلمان، در اتریش هم فعالیت نیروهای راست‌گرا و ناسیونالیست و درگیری‌های خیابانی خشونت‌آمیز افزایش می‌یابد و با کودتای فاشیستهای اتریشی در سال ۱۹۳۴ به نقطه اوج خود می‌رسد. در این دوران فشار و خشونت علیه دگراندیشان فزونی می‌یابد و آزادی‌های شهروندان یهودی به تدریج محدودتر می‌شود. سرانجام در ماه مارس سال ۱۹۳۸ میلادی با ورود نیروهای نظامی آلمان به اتریش، این کشور به‌طور علنی اشغال و به آلمان ملحق می‌شود. چند روز از اشغال وین و رژه سربازان آلمان از جلو هیتلر نگذشته بود که اریش جوان که در آن هنگام ۱۷ سال بیش نداشت، دوستان دبیرستانی خود را که همه یهودی یا ضد فاشیست بودند، گرد می‌آورد و آنان را به همکاری و مبارزه علیه نازی‌ها دعوت می‌کند. به این ترتیب گروه مقاومت کوچکی از جوانان یهودی و ضد فاشیست وینی سازمان داده می‌شود. از جمله فعالیت‌های این گروه تلاش برای جمع‌آوری و مخفی کردن کتاب‌هایی بود که فاشیست‌ها آن‌ها را «کتب مضر» می‌خواندند و طی مراسمی‌که جشن کتاب‌سوزان خوانده می‌شد در میدان‌ها شهرها می‌سوزاندند.
اریش فرید اندک زمانی پس از مرگ پدر زادگاهش را که به‌طور کامل به اشغال نیروهای ارتش هیتلر درآمده و به آلمان ملحق شده بود ترک می‌کند و به لندن می‌رود. مدتی در این شهر به سختی روزگار می‌گذراند و به دشواری و با اشتغال به کارهای طاقت‌فرسا امرار معاش می‌کند. او می‌کوشد تا با اندوخته‌های خود مادر و مادربزرگش را که جان‌شان در خطر است، به هر طریق ممکن از اتریش خارج و به لندن بیاورد؛ و سرانجام موفق می‌شود.

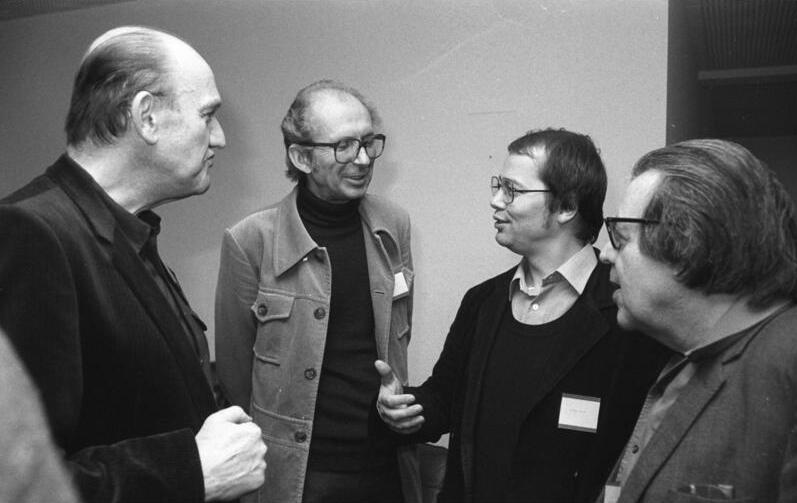

در سال‌های نخست اقامت در لندن برای فرید فرصتی مناسب به‌دست می‌آید تا با آثاری آشنا شود که نازی‌ها در آلمان و اتریش در مراسم «جشن کتاب‌سوزان» طعمه شعله‌های آتش می‌کردند؛ کتاب‌هایی که او در شهر زادگاهش وین برای مخفی نمودن‌شان، جان خود را به خطر انداخته بود، بدون آن‌که در آن زمان حتی فرصت مطالعه آن‌ها را داشته باشد. او در دورانی که در لندن در کتابخانه‌ای به عنوان کتابدار به کار اشتغال داشت، امکان و فرصت کافی یافت تا به مطالعه و بررسی آثار متفکران و نویسندگان و شاعران نامدار اروپا بپردازد. فرید در آن سال‌ها هم امکان آشنایی با مکاتب و پدیده‌های هنری تازه‌ای چون «اِکسپرسیونیسم»، «سوررئالیسم» و «دادائیسم» را پیدا کرد و هم فرصت یافت تا به مطالعه آثار «فرانتس کافکا»، «کورت توخولسکی»، «لیون فویشتوانگر»، «راینر ماریا ریلکه»، «فدریکو گارسیا لورکا»، «اوسکار ماریا گراف»، «ماکسیم گورکی»، «زیگموند فروید»، «ویلهلم رایش»، «کارل مارکس»، «فریدریش انگلس»، «رزا لوکزامبورگ» و ده‌ها اندیشمند و نویسنده و شاعر و هنرمند دیگر بپردازد. این مطالعات افق و چشم‌انداز گسترده‌تری در برابر او گشود و دگرگونی ژرفی در او پدیدآورد.
فرید در سپتامبر سال ۱۹۴۲ به عضویت «انجمن جهانی قلم» پذیرفته شد و اولین دفتر شعرش را نیز «انجمن قلم اتریش در تبعید» در انگلستان به چاپ رساند.
پس از پایان جنگ جهانی دوم، دانشگاه هومبولت در برلین شرقی از او دعوت به همکاری کرد. اما وی به رغم وضع مالی و معیشتی نامطلوب و نامناسب، همکاری با این دانشگاه را نپذیرفت؛ زیرا معتقد بود که آلمان شرقی با تکیه به سیاست‌های استالین، قدم در راه برقراری دیکتاتوری دیگری گذارده‌است. طرفه آن‌که گمان فرید در این مورد به خطا نرفت و آلمان شرقی از بیش ۴۰ سال گرفتار نظامِ دیکتاتوری استالینی شد. او در لندن ماند و در سال ۱۹۵۲ میلادی نیز در همین شهر با زنی انگلیسی ازدواج کرد. فرید در سال ۱۹۴۸ نوشتن رُمان «سرباز و دختر» را آغاز کرد و بعد از دو سال به پایان رساند. این رُمان اولین و آخرین رُمانی است که فرید در طول زندگی‌اش نوشت و در آن داستان دردآور عشقی نافرجام را بر ویرانه‌های جنگ به تصویر کشیده‌است:
فرید مترجم توانای آثار «ویلیام شکسپیر» به زبان آلمانی بود و در مجموع بیش از ۲۷ اثر از شکسپیر را ترجمه و منتشر کرد. از آثار شکسپیر ترجمه‌هایی متفاوت از مترجمان و شاعران نامدار آلمانی در دست است؛ ولی در میان آن‌ها ترجمه‌های فرید از اعتبار و اهمیت خاصی برخوردار است و کارگردانان مشهوری بر اساس ترجمه‌های او نمایشنامه‌های شکسپیر را با موفقیت به روی صحنه آورده‌اند. گذشته از این، او آثاری نیز از نویسندگان نامدار انگلیسی‌زبان به آلمانی ترجمه و منتشر کرد که از میان آن‌ها می‌توان آثاری را از «توماس استرنز الیوت»، «دیلان تامس» و «جان اردین» نام برد. شگفت آن‌که فرید، با این‌که بیش از چهل سال از عمر خود را در انگلستان سپری کرد و با اینکه همسرش انگلیسی و فرزندانش انگلیسی‌زبان بودند و خانه و زندگی او در لندن بود و او نیز خود به زبان انگلیسی تسلط و اِشراف کامل داشت، هرگز به زبان انگلیسی شعری نسرود. زبان آلمانی برای فرید «وطن اصلی» و تنها پناهگاهی بود که در سال‌های غربت و دوری از زادگاهش، او را از سقوط به ورطه بی‌هویتی رهانید. شکل، آهنگ، تصاویر و ایماژهای شعرهای اولیه او هنوز قرار دادی و در محبس سنت‌های دست و پاگیر اسیر بود و کم‌تر عناصر تازه در آن‌ها یافت می‌شد. آشنایی او با آثار «راینر ماریا ریلکه» و «فرانتس کافکا» و گرایش به پذیرش انتقادی سبک آنان، تحولی در سروده‌های فرید ایجاد کرد و از آن پس در شعرهایش ویژگی‌هایی پدید آمد که حاصل بازی دلپذیری است که با کلمات دارد. مضامین شعرهای فرید اغلب انتقادی و بیشتر روزآمد است؛ با جملات کوتاه و تکرارهای دلنشین. به رغم آن‌که در بیش‌تر شعرهایش به موضوع و دوره‌ای خاص پرداخته، ولی گذر زمان هنوز از جذابیت و گیرایی اغلب سروده‌هایش چیزی نکاسته‌است و حتی پاره‌ای از شعرهای او اقبالِ جاودانگی دارند.
اما آنچه بیش از همه سبب شهرت فرید گشت، «شعرهای سیاسی» او بود که در قالبی تازه و سبکی جدید سروده شده‌اند. اریش فرید احیاکننده شعر سیاسی در دوران بعد از جنگ جهانی دوم و به‌ویژه در دهه شصت و هفتاد میلادی بود و شهرت خود را نیز مدیون شعرهای این دوره از حیاتش است.

## جوایز
فرید موفق به دریافت چند جایزه مهم ادبی اروپا، از جمله «جایزه آکادمی زبان و شعر آلمان» (۱۹۸۷), جایزه شعر شیلر (۱۹۶۵)، «جایزه ادبی اتریش» (۱۹۷۲), «جایزه ادیتور بین‌المللی» (۱۹۷۷), «جایزه ادبی وین» (۱۹۸۵) و «جایزه ادبی برمن» (آلمان غربی ۱۹۸۳) شد.

## آثار
اریش فرید یکی از محبوب‌ترین شاعران معاصر اروپا بود و اغلب اشعارش را با زبانی دریافتنی می‌نوشت. فرید در شعرهایش، گاه همچون یک سیاستمدار و گاه همچون یک فیلسوف سخن می‌گفت. او آثار برجسته و زیادی را از زبان‌های انگلیسی و یونانی و… به آلمانی ترجمه کرد که از آن میان می‌توان به ترجمه آثار ویلیام شکسپیر، تی.اس.الیوت، دیلان تامس و سیلویا پلات اشاره کرد.

### اشعار
- مرگ را با تو سخنی نیست. گزیدهٔ شعرها. به انتخاب و ترجمه خسرو ناقد
- عاشقانه‌های عصر خشونت. ترجمه خسرو ناقد
- مجموعه اشعار سکوت، آیندهٔ من است. ترجمه علی عبداللهی
- «اریش فرید، شاعر پرسشهای امروز». معرفی و ترجمهٔ چند شعر {هایده ترابی}